# رنگینک نوک‌بزرگ
رنگینک نوک‌بزرگ یا سهره ریز بزرگ (نام علمی: Lonchura grandis)، گونه‌ای از سهرگان ریز است که در شمال و شرق گینه نو یافت می‌شود. در زیستگاه‌های تالابی یافت می‌شود. وضعیت گونه به عنوان کمترین نگرانی ارزیابی می‌شود.